# یبغوهای تخارستان
یبغوهای تخارستان (چینی ساده‌شده: 吐火罗叶护; چینی سنتی: 吐火羅葉護; پین‌یین: Tǔhuǒluó Yèhù) دودمانی از خاقانات ترک غربی  و هپتالیان با عنوان یبغو بودند که از سال ۶۲۵ میلادی در ناحیه تخارستان، شمال و جنوب آمودریا حکومت کردند. بقایای کوچکتر آنها الی سال ۷۵۸ پس از میلاد ناحیه بدخشان را تحت تسلط داشتند. نفوذ آنها تا قرن نهم پس از میلاد در جنوب شرقی افغانستان گسترش یافت و باعث ظهور دودمان‌های  ترک شاهیان (شاهان کابل) و  رتبیل شاهیان ( شاهان زابل) گردید.
یبغوها که ترک بودند، در ابتدا با ساسانیان پیمان بستند و بین سال‌های ۵۵۷-۵۶۵ میلادی هپتالیان را شکست دادند. شمال آمودریا ماوراءالنهر و سغدیانه) را خاقانات ترک غربی و  جنوب آن را ساسانیان تحت کنترل گرفتند. آمودریا مرز بین ترک‌ها و ‌پارس‌ها باقی ماند تا اینکه در سال ۶۲۵ میلادی، تاردوش شاد پسر تون جبغو خان به تخارستان حمله کرده، شاهزاده نشین‌های هپتالیان را از بین برد.

## گرفتن تخارستان

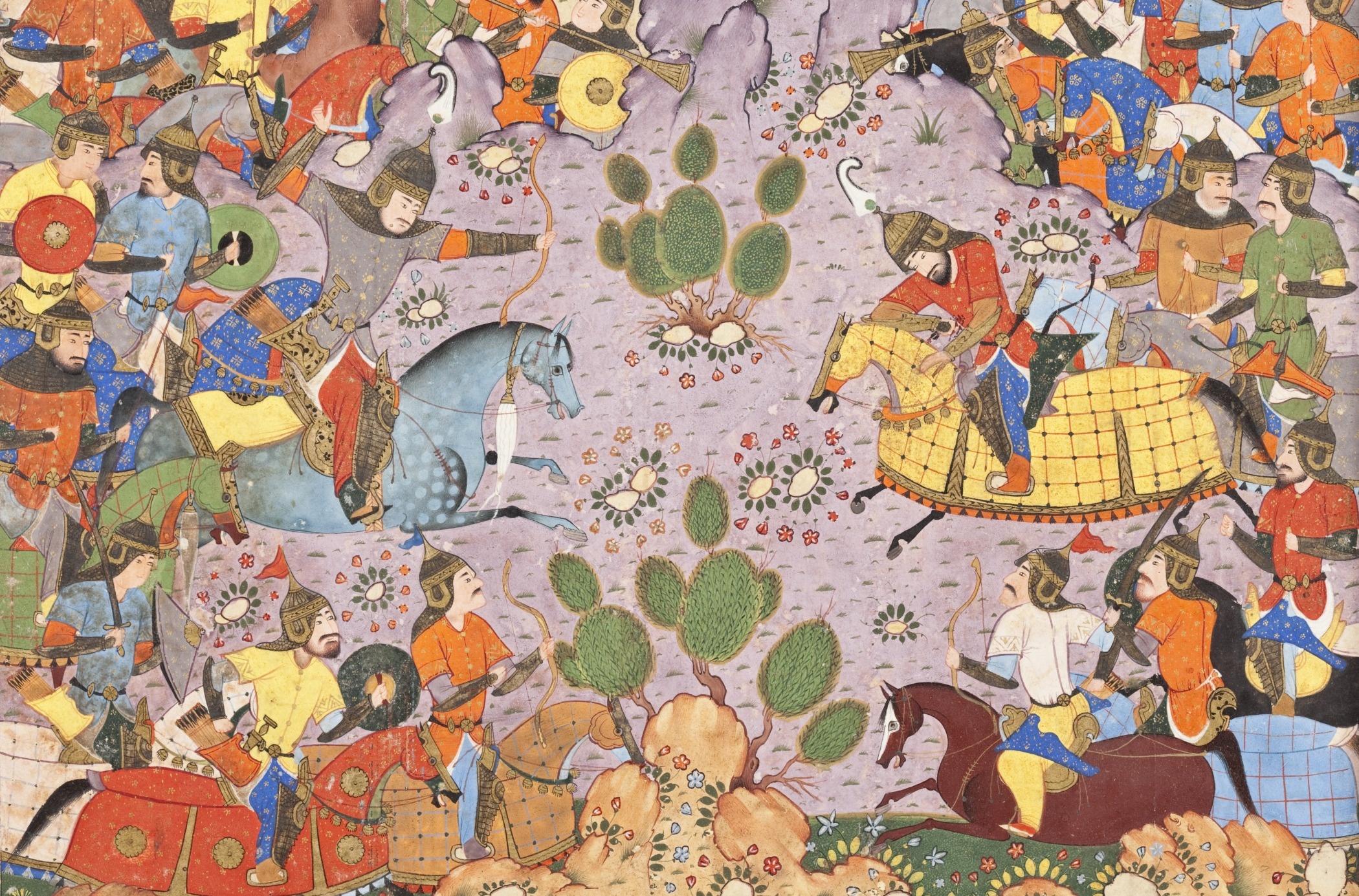
جنگ بهرام چوبین با ساوه‌شاه تخارستان

### حمله اول
خاقانات ترک غربی برای اولین بار در سال ۵۷۰ میلادی به تخارستان حملا کردند و شاهزاده نشینی هپتالیان را الی کابل از بین بردند. ساسانیان این مناطق را به ترک‌ها واگذار کردند چون با امپراتوری بیزانس در جنگ بودند.

### حمله دوم
در سال ۵۹۰ م.، خاقان ترک ساوه‌شاه به بلخ حمله کرد و به تعقیب ساسانیان، شهرهای تالقان، بادغیس و هرات را تسخیر کردند. اما بهرام چوبین فرمانده ساسانی آنها را عقب راند و خاقان را در سغد کشت.

### حمله سوم
در سال ۶۱۶ م.، نیروهای ساسانی به شاهزاده نشین هپتالیان حمله برد. این حمله واکنش خاقان شگوی‌خان را بر انگیخت و به حمایت هپتالیان لشکری فرستاد که ساسانیان را سخت شکست داده و آنها را تا ری و اصفهان عقب راندند. امکان سقوط امپراتوری ساسانی وجود داشت امت سکوی خان لشکر خود را فراخواند.